# Leas-Cheann Comhairle
Le Leas-Cheann Comhairle est le Vice-Président du Dáil Éireann, la chambre basse de l'Oireachtas le Parlement de l'Irlande.
Le Leas-Cheann Comhairle occupe le poste de vice-président du Dáil Éireann en vertu de l’article 15.9.1 de la Constitution. En l'absence du Ceann Comhairle, le Leas-Cheann Comhairle est suppléant et exerce les fonctions et l'autorité du Ceann Comhairle dans les procédures du Dáil. Traditionnellement, le poste est réservé à l'opposition, mais la nomination est faite par le Taoiseach.
| No.  | No.  | Nom                                  | Photo | Mandat           | Mandat           | Parti               | Circonscription                                         | Dáil |
| ---- | ---- | ------------------------------------ | ----- | ---------------- | ---------------- | ------------------- | ------------------------------------------------------- | ---- |
|      | 1.   | John J. O'Kelly (1872–1957)          |       | 1er avril 1919   | 26 aout 1921     | Sinn Féin           | Louth                                                   | 1st  |
|      | 2.   | Brian O'Higgins (1882–1963)          |       | 26 aout 1921     | 28 février 1922  | Sinn Féin           | Clare                                                   | 2nd  |
|      | 3.   | Pádraic Ó Máille (1878–1946)         |       | 6 décembre 1922  | 23 mai 1927      | Cumann na nGaedheal | Galway                                                  | 3rd  |
| 4th  | 3.   | Pádraic Ó Máille (1878–1946)         |       | 6 décembre 1922  | 23 mai 1927      | Cumann na nGaedheal | Galway                                                  |      |
|      | 4.   | James Dolan (1882–1955)              |       | 1er juillet 1927 | 25 aout 1927     | Cumann na nGaedheal | Leitrim–Sligo                                           | 5th  |
|      | 5.   | Patrick Hogan (1886–1969)            |       | 27 octobre 1927  | 8 mars 1928      | Labour Party        | Clare                                                   | 6th  |
|      | 6.   | Daniel Morrissey (1895–1981)         |       | 2 mai 1928       | 29 janvier 1932  | Cumann na nGaedheal | Tipperary                                               | 6th  |
|      | (5)  | Patrick Hogan (1886–1969)            |       | 15 mars 1932     | 27 mai 1938      | Labour Party        | Clare                                                   | 7th  |
| 8th  | (5)  | Patrick Hogan (1886–1969)            |       | 15 mars 1932     | 27 mai 1938      | Labour Party        | Clare                                                   |      |
| 9th  | (5)  | Patrick Hogan (1886–1969)            |       | 15 mars 1932     | 27 mai 1938      | Labour Party        | Clare                                                   |      |
|      | 7.   | Fionán Lynch (1889–1966)             |       | 5 juillet 1938   | 12 mai 1939      | Fine Gael           | Kerry South                                             | 10th |
|      | 8.   | Eamonn O'Neill (1882–1954)           |       | 31 mai 1939      | 31 mai 1943      | Fine Gael           | Cork West                                               | 10th |
|      | 9.   | Daniel McMenamin (1882–1964)         |       | 20 octobre 1943  | 12 janvier 1948  | Fine Gael           | Donegal East                                            | 11th |
| 12th | 9.   | Daniel McMenamin (1882–1964)         |       | 20 octobre 1943  | 12 janvier 1948  | Fine Gael           | Donegal East                                            |      |
|      | (5)  | Patrick Hogan (1886–1969)            |       | 25 février 1948  | 7 mai 1951       | Labour Party        | Clare                                                   | 13th |
|      | 10.  | Cormac Breslin (1902–1978)           |       | 4 juillet 1951   | 14 novembre 1967 | Fianna Fáil         | Donegal West (1951–1961) Donegal South-West (1961–1967) | 14th |
| 15th | 10.  | Cormac Breslin (1902–1978)           |       | 4 juillet 1951   | 14 novembre 1967 | Fianna Fáil         | Donegal West (1951–1961) Donegal South-West (1961–1967) |      |
| 16th | 10.  | Cormac Breslin (1902–1978)           |       | 4 juillet 1951   | 14 novembre 1967 | Fianna Fáil         | Donegal West (1951–1961) Donegal South-West (1961–1967) |      |
| 17th | 10.  | Cormac Breslin (1902–1978)           |       | 4 juillet 1951   | 14 novembre 1967 | Fianna Fáil         | Donegal West (1951–1961) Donegal South-West (1961–1967) |      |
| 18th | 10.  | Cormac Breslin (1902–1978)           |       | 4 juillet 1951   | 14 novembre 1967 | Fianna Fáil         | Donegal West (1951–1961) Donegal South-West (1961–1967) |      |
|      | 11.  | Denis Jones (1906–1987)              |       | 15 novembre 1967 | 5 juillet 1977   | Fine Gael           | Limerick West                                           |      |
| 19th | 11.  | Denis Jones (1906–1987)              |       | 15 novembre 1967 | 5 juillet 1977   | Fine Gael           | Limerick West                                           |      |
| 20th | 11.  | Denis Jones (1906–1987)              |       | 15 novembre 1967 | 5 juillet 1977   | Fine Gael           | Limerick West                                           |      |
|      | 12.  | Seán Browne (1916–1996)              |       | 6 juillet 1977   | 30 juin 1981     | Fianna Fáil         | Wexford                                                 | 21st |
|      | 13.  | Jim Tunney (1923–2002)               |       | 7 juillet 1981   | 14 décembre 1982 | Fianna Fáil         | Dublin North-West                                       | 22nd |
| 23rd | 13.  | Jim Tunney (1923–2002)               |       | 7 juillet 1981   | 14 décembre 1982 | Fianna Fáil         | Dublin North-West                                       |      |
|      | 14.  | John Ryan (1927–2014)                |       | 15 décembre 1982 | 10 mars 1987     | Labour Party        | Tipperary North                                         | 24th |
|      | (13) | Jim Tunney (1923–2002)               |       | 24 mars 1987     | 4 janvier 1993   | Fianna Fáil         | Dublin North-West                                       | 25th |
| 26th | (13) | Jim Tunney (1923–2002)               |       | 24 mars 1987     | 4 janvier 1993   | Fianna Fáil         | Dublin North-West                                       |      |
|      | 15.  | Joe Jacob (born 1939)                |       | 13 février 1993  | 26 juin 1997     | Fianna Fáil         | Wicklow                                                 | 27th |
|      | 16.  | Rory O'Hanlon (born 1934)            |       | 9 juillet 1997   | 6 juin 2002      | Fianna Fáil         | Cavan–Monaghan                                          | 28th |
|      | 17.  | Séamus Pattison (1936–2018)          |       | 8 juin 2002      | 14 juin 2007     | Labour Party        | Carlow–Kilkenny                                         | 29e  |
|      | 18.  | Brendan Howlin (born 1956)           |       | 26 juin 2007     | 9 mars 2011      | Labour Party        | Wexford                                                 | 30e  |
|      | 19.  | Michael Kitt (born 1950)             |       | 31 mars 2011     | 10 mars 2016     | Fianna Fáil         | Galway East                                             | 31e  |
|      | 20.  | Pat "the Cope" Gallagher (born 1948) |       | 6 juillet 2016   | 10 février 2020  | Fianna Fáil         | Donegal                                                 | 32e  |
|      | 21.  |                                      |       |                  |                  |                     |                                                         | 33e  |